# تيموثي تشاندلر
تيموثي تشاندلر (مواليد 29 مارس 1990) هو لاعب كرة قدم. يلعب مع منتخب الولايات المتحدة الأمريكية لكرة القدم. سبق له أن لعب في كأس العالم لكرة القدم مع منتخب بلاده.

## مسيرته الكروية
لعب تيموثي تشاندلر خلال مسيرته الاحترافية مع 4 أندية في أربعة عشر موسمًا وسجل خلالها 24 هدفًا ضمن 282 مباراة. حيث فاز في موسم واحد بالكأس ولم يفز بأي دوري.
خاض تيموثي تشاندلر مسيرته مع Eintracht Frankfurt II ‏ في موسم 2007–08 واستمر معه طيلة ثلاثة مواسم، مشاركًا في 50 مباراة سجل خلالها 8 أهداف. ثم انتقل إلى نادي نورنبرغ في موسم 2010–11 ليلعب معه أربعة مواسم، حيث شارك في 95 مباراة سجل خلالها 4 أهداف. لينتقل بعدها إلى نادي آينتراخت فرانكفورت في موسم 2014–15 ليلعب معه ستة مواسم، مشاركًا في 120 مباراة سجل خلالها 8 أهداف.

## روابط خارجية
- تيموثي تشاندلر على موقع الاتحاد الدولي (مؤرشف)  (الإنجليزية)
- تيموثي تشاندلر على موقع الاتحاد الأوربي (الإنجليزية)
- تيموثي تشاندلر على موقع قاعدة بيانات كرة القدم.إي يو (الإنجليزية)
- تيموثي تشاندلر على موقع بيانات كرة القدم. دي إي (الألمانية)
- تيموثي تشاندلر على موقع ناشيونال فوتبول تيمز (الإنجليزية)
- تيموثي تشاندلر على موقع Soccerway.com (الإنجليزية)
- تيموثي تشاندلر على موقع عالم كرة القدم.نت (الإنجليزية)
- تيموثي تشاندلر على موقع كووورة
- تيموثي تشاندلر على موقع AS.com (الإسبانية)